# Paint It Black
«Paint It Black» («Пофарбуй чорним») — пісня англійського рок-гурту The Rolling Stones з альбому Aftermath, випущена синглом 13 травня 1966, в п'ятницю. Спочатку назва пісні писалося без коми: «Paint It Black». Кіт Річардс заявляв, що кому додав лейбл Decca Records.
Пісня написана Міком Джаггером і Кітом Річардсом, хоча написанню рифа сприяв Брайан Джонс.
Сингл досяг першого місця як у хіт-парадах Сполучених Штатів, так і в чартах Великої Британії в 1966 році. У 2004 році журнал Rolling Stone поставив «Paint It Black» на 174-ту сходинку списку «500 найкращих пісень усіх часів».

## З інтерв'ю
Ми були на Фіджі близько трьох днів… Там роблять сітари і всю іншу індійську дребедень. Сітари робляться з кавунів або гарбузів, або ще чогось хлипкого, так що з ними доводиться тяжко. Вони дуже крихкі, і брати їх потрібно дбайливо. Брайан свій вже зламав. І ось, у нас з'явилися сітари, ми вирішили, що спробуємо їх у студії. Ми виявили, щоб «Paint It Black» звучала так, як треба, ситар підходить ідеально. Ми пробували гітару, але її неможливо зігнути до потрібного ступеня.
- Кіт Річардс, 1966
З її записом переборщили, зрештою. Мені не подобається, як звучить електрогітара,— та, на якій я граю. Мені потрібно було використовувати іншу гітару, інший звук, нарешті. І, по-моєму, вона звучить квапливо. По-моєму, вона звучить так, як ніби ми сказали — як ми зазвичай і робили — мовляв, все відмінно. Якщо ми зробимо щось ще, ми перестанемо її відчувати. Ось ми так і сказали, і тому я думаю, що якщо б ми зробили ще кілька дублів, то, на мою думку, запис вийшов би трохи кращим. Але це вже технічні тонкощі, напевно, те, що мені хотілося б почути, навряд чи звучало б по-іншому для тисяч інших людей.
- Кіт Річардс, 1966
«Paint It Black» повинна була стати просто таким собі цирковим номером для біт-групи. Якщо ви були присутні під час її запису — це була одна суцільна хохма. Ми садимо Білла за фортепіано, і Білл грає в такому прикольному стилі. Він починає: «б-Джин, б-Джин, б-Джин», і все в такому дусі, і ми підхоплюємо: «б-Джин, б-Джин, б-Джин» — і от з цього все і почалося. Просто суцільна хохма. Це в Лос-Анджелесі було. І ми ще відірвалися на сітарі, бо якраз зайшов якийсь Чудик. Він в джаз-групі грав на сітарі у своїй піжамі. І ми сказали: о, це прозвучить класно, адже там є така штука, яка якраз і «г-динь, динь, динь», і т.д.
- Мік Джаггер, 1966
У «Paint It Black» я використовував на ладах знижену терцію. Звук, який ви витягуєте з ситара — це блюзова основа, яка в результаті дає зниження третьої і сьомої сходинок, через суміщення гами примітивної східній пентатоники з добре знайомою західній Діатоніка.
- Брайан Джонс, 1966
[З приводу наслідування «Бітлз»] Що за нісенітниця! Ви з таким же успіхом можете сказати, що ми наслідуємо всім іншим групам, тому що граємо на гітарах. Крім того, всі питають, чи не є це новим напрямком. Ну, особисто я цього б не хотів. Вам зовсім не обов'язково витягувати з ситара той самий химерний індійський звук. Візьмемо «Норвезький ліс». За атмосферою — це мія улюблений запис «Бітлз». Джордж використовував ситар дуже просто, і це вийшло дуже ефективно.
- Брайан Джонс, 1966
Мік написав її. Я написав музику, він — слова. Зробили сингл разом… Що мене в ній вражає — так це ситар. А також той факт, що ми записували її як комедійний трек. Білл грав на органі, пародіюючи нашого першого менеджера (Еріка Істона), який починав свою кар'єру в шоу-бізнесі як кіношний органіст-тапер. Ми її грали в фанкових ритмах, і нічого не виходило, а він почав грати її так, і всі підхопили. Вона двохтактна, дуже дивна. Гра Брайана на сітарі зробила її абсолютно іншою.
- Кіт Річардс, 1971
(Білл) був … дуже ефективний у «Paint It Black», додавши органні педалі на самих низах.
- Кіт Річардс, 2002
Ця історія про гру на органі (що Білл пародіював Еріка Істона) насправді повністю вигадана. Що насправді було — те, що я записав басову партію, а потім ще одну поверх цієї, але звук все одно був недостатньо жирним, потрібно було щось ще додати на самих низах. Я вирішив зіграти на органі дуже голосно, щоб заповнити звучання. Я пробував грати на органних педалях ногами, але педалі постійно застрявали, так що я ліг на підлогу і став бити по них кулаками. До клавіатури я насправді навіть не торкався. Якщо вже на те пішло, це все було трошки в жарт, адже Ерік Істон був клавішником, а я просто грав на педалях.
- Білл Ваймен
Озираючись назад, я повинен сказати, що те, що по-справжньому зробило «Paint It Black» — це гра Білла Ваймен на органі, тому що вона не звучала як щось схоже на завершений запис, поки Білл не сказав, мовляв, давайте ось так.
- Кіт Річардс, 2003
Стиль гри на барабанах у «Paint It Black», чи то був запропонований Міком, і я спробував так і грати, чи то ми в той час слухали якусь платівку — напевно, щось на кшталт «Перехід до Go-Go». В ті часи інженерам ніколи не подобалося записувати чес по тарілках. Ми всі тоді користувалися такими ж, як у Арта Блекі, з дюймовими або близько того заклепками, так що тарілки заглушали все інше, і інженери просто з розуму сходили.
- Чарлі Уоттс, 2003
«Paint It Black» дуже хороша і зовсім не схожа на все інше. У неї цей турецький ритм, який взявся буквально нізвідки, і щось підштовхнуло Брайана зробити її краще, зігравши на сітарі, що додало цій пісні особливу пікантність.
- Мік Джаггер, 2003
Ага, «Paint It Black». Я до сих пір і сам не розумію, про що вона. Я не … це одна з таких — вона дуже … Я маю на увазі, для мене це така наполовину циганська і наполовину єврейська мелодія. І вона пройшла через стільки різних закарлюк, перш ніж була закінчена в тому вигляді, в якому ми її знаємо. Мік запитує мене: «Це про що?» А я кажу: «Я не знаю». Він говорить: «Забарвити це чорним, значить …» Ось, і я йду. Ось, це справжній приклад співпраці Джаггер-Річардс, коли я даю йому рифф, мотив і основну ідею. А потім я залишаю домальовувати картину Міку. А Мік, знаєте, іноді може такого накрутити … Але, як я вже говорив, це відмінна пісня і для сцени теж. І вона, до того ж — у неї просто взагалі інший ритм. І — ну, в тебе — іноді ти відчуваєш, ніби не ти її написав. Розумієте, про що я? Просто ніби тобі довелося звідкись отримати її. А потім ти завершуєш її з хлопцями, з якими граєш. А потім хто-небудь запропонує таку ідею або такий ритм, що кажеш: «Ого! Мені б ніколи такого в голову не прийшло». І в якомусь сенсі це включає в себе командну роботу. І ти, я думаю — напевно, так — я думаю, Білл Ваймен завершив, зігравши на педалях органу «B3» замість баса. Це було — я пам'ятаю, як ми над нею працювали. Але це було так давно. Студії RCA в Голлівуді — «Захід» і «Лоза». Але — так, тому що вона трохи в стороні від загального потоку, від всього іншого. Звідки вона взялася, я не знаю. Але визнаю, що її таки я написав.
- Кіт Річардс, 2008

## Кавер-версії
«Paint it, black» звучить українською мовою в альбомі «60/70» у виконанні гурту «Кам'яний Гість» та має назву "Зафарбую чорним".